# Mutsuo Tahara
Mutsuo Tahara (田原 睦夫 Tahara Mutsuo?, 23 de abril de 1943 - 19 de febrero de 2016) fue un juez japonés que fue un miembro de la Corte Suprema de Justicia de Japón.